# 南地

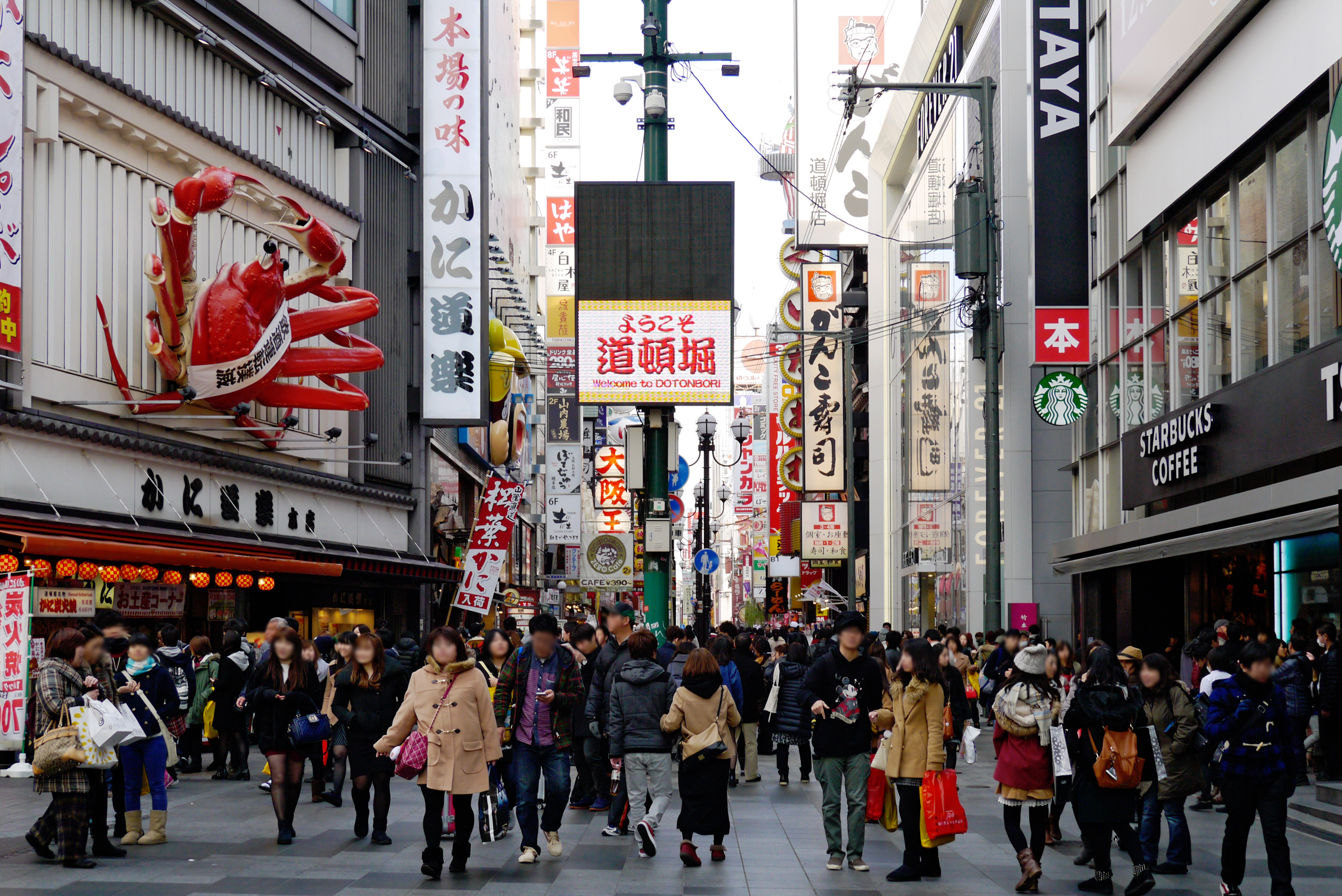
道頓堀界隈 南地五花街の一部であった。

南地五花街 紋章

南地（なんち）は、大阪府大阪市中央区の花街。

## 沿革
南地は、宗右衛門町、九郎右衛門町、櫓町、坂町、難波新地で構成され、これらを総称して南地五花街（なんちごかがい）と呼ばれていた。
江戸時代前期、道頓堀川南岸の道頓堀通の南側に芝居小屋が建ち並ぶと、それに随時して道頓堀通の北側に芝居茶屋が軒を連ねるようになった。これが花街の起源となる。江戸時代中期には、道頓堀に南接する西成郡西高津村と難波村のそれぞれ一部を大坂三郷へ編入し、元伏見坂町（通称：坂町）、元堺町（のち難波新地へ編入）、元京橋町（同前）、元相生町（同前）、難波新地（一～三丁目。のち一～六番町に再編）が開発された。大坂三郷における公許の遊廓は表向き新町遊廓に限られていたが、南地にも幕府による取締りを潜り抜けた遊所が点在していた。道頓堀川北岸の宗右衛門町の遊所は、天保13年（1842年）に一旦整理されて同南岸の九郎右衛門町へ移転となったが、安政4年（1857年）には再び遊所となった。
明治4年（1871年）に南地の花街は正式に遊廓として公認される。芝居小屋など芸能に携わる業種が居住していたため南地は芸所として知られ「芦辺踊」が上演され、芸妓数が最盛期には1000人以上いたといわれる。娼妓もその次に多かった。しかし、明治45年（1912年）1月16日、難波新地四番町の「遊楽館」という貸座敷（妓楼）から出火した「南の大火」によって難波新地の一部が焼失、遊廓としての機能が廃止された。その代替地として飛田遊廓が建設された。
一方、花街として機能を残した南地では芸妓らが「南地芸妓組合」を結成、1937年（昭和12年）2月26日には、待遇改善を求めて信貴山玉蔵院に籠城する事件も発生した。一部の芸妓らの離脱と、第二次世界大戦を経て存続したが高度経済成長以後、芝居小屋の減少などの環境の変化やバーやスナック、性風俗店の進出により悪化、衰退し、町名表示変更により宗右衛門町以外の町名が消滅、2003年に大規模を誇ったお茶屋「南地大和屋」が閉店、2010年現在、お茶屋は「たに川」が1軒残すのみとなった。

## 人物
南地には数多くの芸妓が在籍し、名妓も輩出した。その中に日本舞踊家の武原はん、東京新橋の芸妓で当時、南地の舞妓であった照葉こと、後に尼僧となった高岡智照もその一人であった。大正末期より昭和10年代まではレコード吹込みに進出した芸妓も多く、金龍、力松、此八、作榮、若登美、秀子などが著名であった。みなレコードレーベルには「南地金龍」「南地作榮」などと表記してある。この中でも金龍、力松、作榮は吹込みが特に多いことから人気も高かったと考えられる。上方風の端唄の節回しの記録としては貴重なものであって、藤本二三吉の江戸前のそれと対を成している。